# Grindorff-Bizing
Grindorff-Bizing (deutsch Grindorf-Bisingen) ist eine französische Gemeinde mit 311 Einwohnern (Stand 1. Januar 2022) im Département Moselle in der Region Grand Est (bis 2015 Lothringen). Sie gehört zum Arrondissement Thionville. Die Einwohner nennen sich auf Französisch Grindorffois und Bizingeois. Ihre Spitznamen sind „Di Gréindrowwer Schlecken“ und „Di Béisénger Horran“.

## Geografie
Grindorff-Bizing liegt etwa 25 Kilometer östlich von Thionville nahe der Grenze zum Saarland auf einer Höhe zwischen 230 und 298 m über dem Meeresspiegel. Das Gemeindegebiet umfasst 6,86 km². Umgeben wird Grindorff-'Bizing von den Nachbargemeinden Waldwisse im Norden, Flastroff im Osten, Waldweistroff im Süden, Halstroff im Westen sowie Rémeling im Nordwesten.

## Geschichte
Der Ort gehört seit 1661 zu Frankreich und besteht aus Grindorff (Grindorf, 1940–1944 Gründorf) und dem südlich gelegenen Dörfchen Bizing (Bisingen). 
Bis zum 10. April 2002 lautete der Gemeindename schlicht Grindorff.
| Jahr      | 1962 | 1968 | 1975 | 1982 | 1990 | 1999 | 2007 | 2019 |
| Einwohner | 304  | 301  | 290  | 272  | 263  | 267  | 320  | 319  |

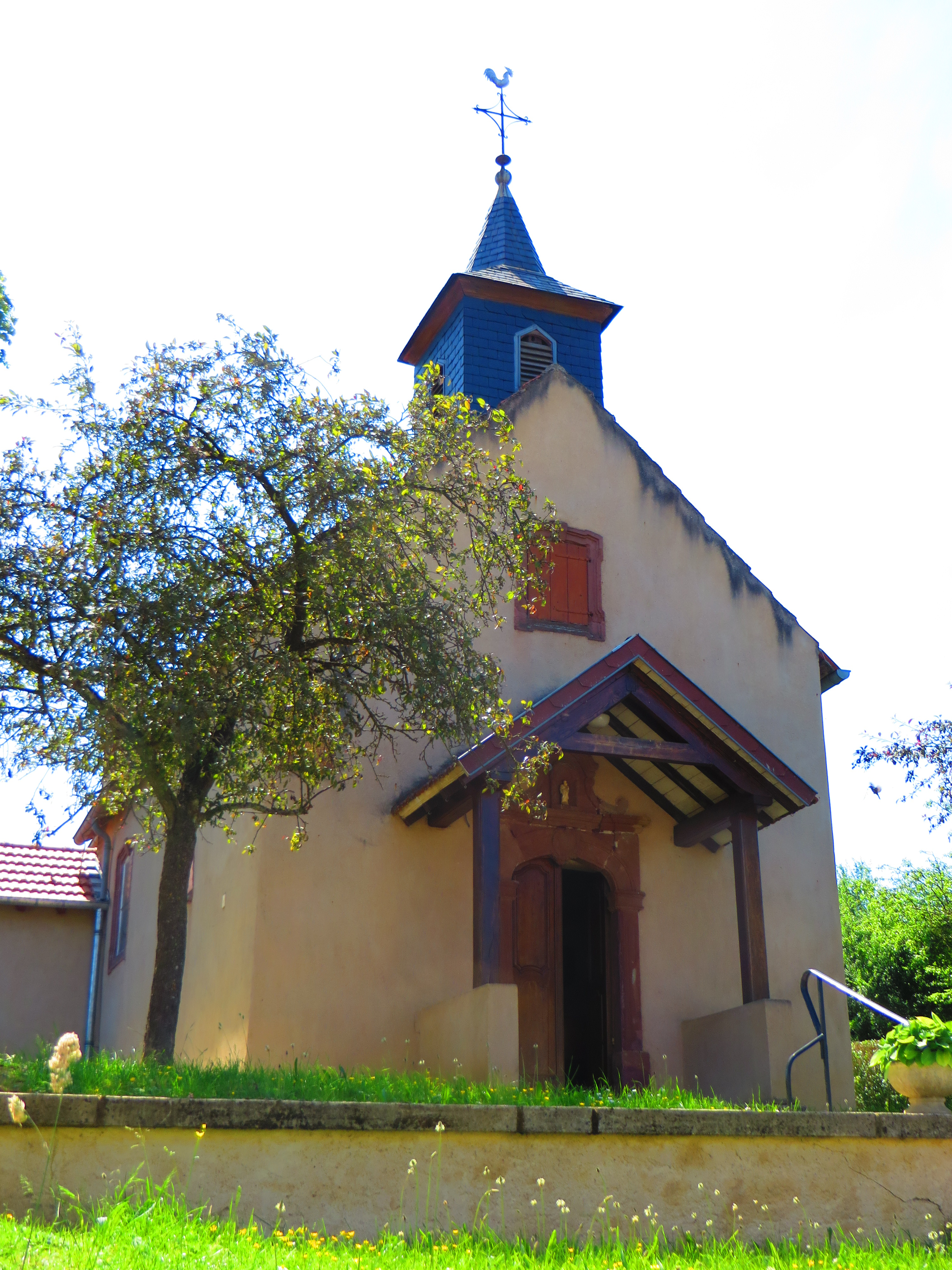
Kapelle St. Isidor
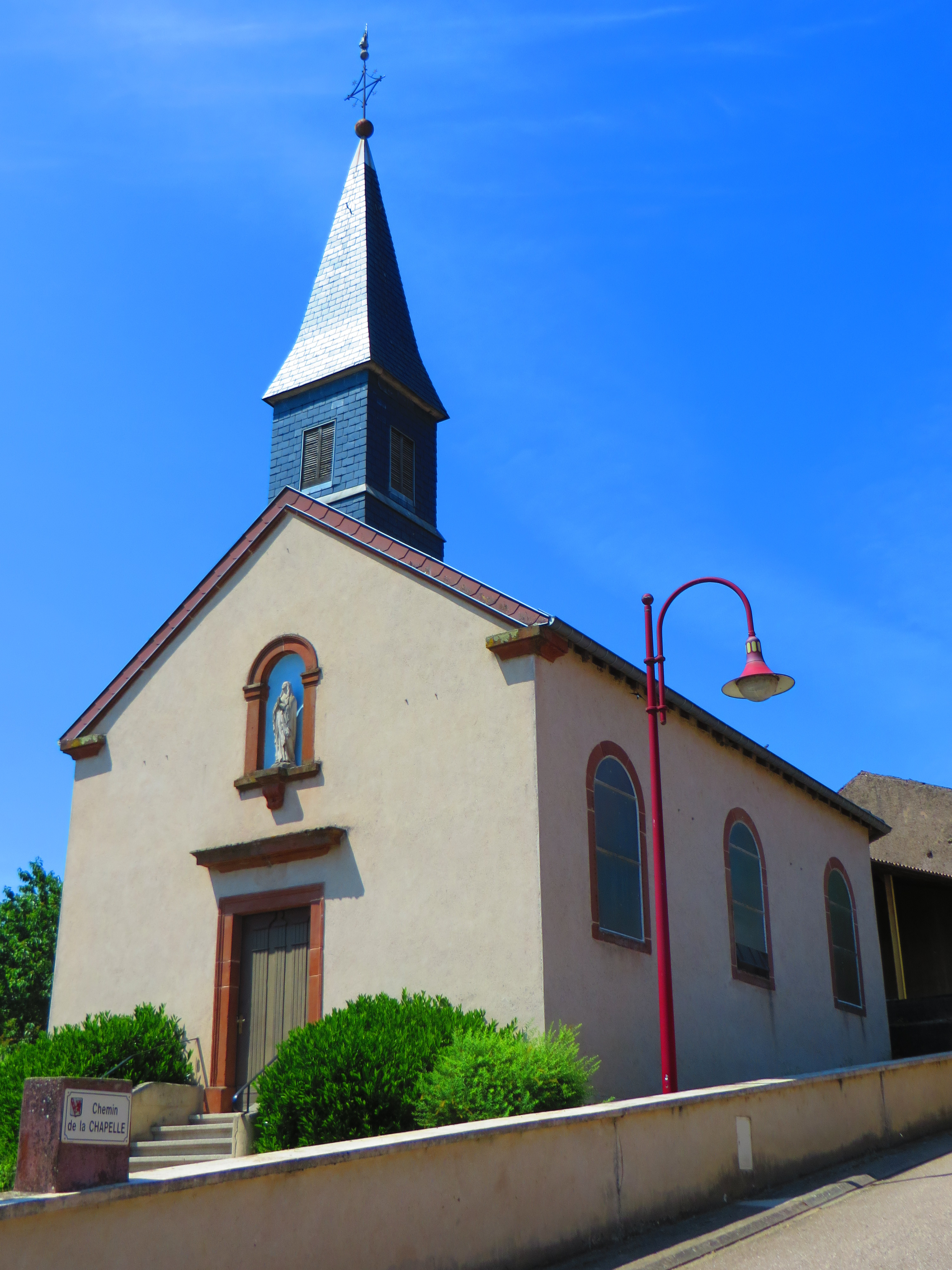
Kapelle der Unbefleckten Empfängnis (Mariens)

## Verkehr
Der Bahnhof Grindorff lag an der mittlerweile stillgelegten Bahnstrecke Merzig–Bettelainville.

## Persönlichkeiten
- Michel Bettenfeld (1853–1927), Fechter